# Don (Aberdeenshire)
Don (gael. Deathan) – szósta pod względem długości rzeka w Szkocji, leży w północno-wschodniej części kraju. Źródła rzeki znajdują się w Grampianach i płynie ona na wschód, uchodząc do Morza Północnego w pobliżu Aberdeen. Po drodze rzeka przepływa przez: Alford, Kemnay, Inverurie, Kintore i Dyce. Jej głównym dopływem jest rzeka Urie, uchodząca do niej w pobliżu Inverurie.